# Стварно исправна ствар
„Стварно исправна ствар” (енгл. The Real Right Thing) је приповетка Хенрија Џејмса први пут објављена 1899. године.

## Радња
Прича почиње помињањем Ештона Дојна, угледног писца, који је своју супругу оставио удовицом. Госпођа Дојн одлучује да напише биографију свог мужа. Три месеца након ауторове смрти, господину Џорџу Видермору, младом новинару и пријатељу покојника, пришли су издавачи господина Дојна и изјавили да госпођа Дојн жели да он преузме писање биографије њеног мужа. Видермор је изненађен овим захтевом, али ипак прихвата понуду. Видермор износи читаоцу свој утисак о госпођи Дојн. Каже да је „чудна” и да је „никада није сматрао пријатном”. Намера госпође Дојн да напише биографију није потекла од њеног супруга, већ од ње саме. Она уводи Видермора у студију свог покојног мужа.
Госпођа Дојн оставља Витермора на миру да он прегледа делове прошлости њеног супруга. С времена на време она би провирила у собу, а он би јој захвалио на помоћи. Постаје очигледно да иако јој муж можда није веровао, она је веровала његовом пријатељу. Видермор утврђује да се, иако се она понаша добро, госпођа Дојн још није помирила са смрћу свог мужа и да жали. Иако она често излази из собе, Видермор мисли да може да је осети; једне ноћи док је седео за Ештоновим столом и прегледавао његову преписку, осећао се као да неко гледа иза њега. Била је то госпођа Дојн која је ушла у просторију без да је испустила икакав звук. Када дође до овог сусрета, Видермор признаје да је веровао да иза њега стоји лично Ештон. Госпођа Дојн признаје да се и даље осећа као да је Ештон у њеној близини, што Видермор сматра веома изненађујућим. Он јој каже да се, радећи на месту где је његов пријатељ радио, користећи његов прибор и читајући његова писма, осећа као да је Ештон само изашао у шетњу и да је немогуће да га заиста нема. Како се њихова дискусија о овом питању продубљује, госпођа Дојн открива Видермору да заиста верује да је Ештон ту, на шта се овај насмеје и каже да је боље да га усреће ако јесте. Госпођа Дојн га гледа са „нејасним узнемиреним” погледом у очима. Она излази из собе те вечери говорећи Видермору да је ушла само да види да ли му је потребна помоћ.
Видермор почиње да ишчекује вечери сваким даном све више и више јер ужива у одласку у пријатељеву кућу и осећању личне везе са Ештоновим наводним присуством. Усхићен је осећањима да је оно што ради управо оно што је његов пријатељ желео да уради, и да је довољно веровао Видермору да му открије своје најдубље тајне. Одлучан је да учини да Ештон и његове тајне изађу на видело на веома леп начин − само да побољша ставове људи о Ештону, а не да их умањи. Има тренутака када Видермор осећа како му покојни пријатељ лагано дише у косу и да се лактовима наслонио на сто испред њега. Било је чак и тренутака када би провирио преко стола и видео свог пријатеља једнако живо као што је видео папире испред себе. Ештонов дух остаје тихо у просторији, скоро као „дискретни библиотекар”, само се старајући да се о његовим драгоценим стварима брине на најбољи могући начин. Видермор почиње да чује мешање докумената које је ставио на сто, као и папире које је изгубио, како му се стављају у видно поље. Фиоке и кутије су почеле да се отварају саме од себе, а Видермор је убеђен да је видео Ештона.
Након што је примио оно за шта је мислио да су наговештаји и упутства од Ештоновог духа, чекао је данима и побринуо се да примети све што се чинило неуобичајеним и што се могло схватити као следећи корак у изради биографије. Како је време пролазило, Видермор је почео да се осећа „тужно” и „нелагодно” због тога што није окружен пријатељевим духом. Одједном, он се нашао немиран у просторији и осетио се као да нешто није у реду због овог осећаја. Док се Видермор налази на степеницама и гледа у госпођу Дојн, они изненада завршавају у њеној соби и почињу да разговарају о нечему што се чини као Ештонов дух у пролазу по целој кући. Изгледа да је госпођа Дојн знала да је дух њеног мужа био у соби са Видермором и да зна да је дух ишао напред-назад између његове и њене собе, па чак и прошао поред њих док су били на степеницама. Након што проговоре о томе где је његов дух вребао, они седе руку под руку у тишини потпуно сами (у овом тренутку осећали су се као да је дух нестао). Након што Видермор прекине тишину због изненадног осећаја стрепње, госпођа Дојн каже: „Ја само желим да урадим праву ствар.” Почињу да се питају шта то раде и да ли је то исправна ствар у част Ештона. Видермор се враћа назад и прегледава оно што је претходно написао да би се уверио да је темељно и изненада, госпођа Дојн осећа духа.
Иако су Видермор и Ештон били најбољи пријатељи, духово присуство није оставило добар осећај. У ствари, Видермор је добио овај негативан осећај док је писао о Ештону. Видермор је желео да стави до знања госпођи Дојн да можда не би требало да раде то што раде, већ да не треба да изложе његов живот пред овим светом и да сви знају за њега. На крају, Видермор коначно каже госпођи Дојн да неће завршити биографију. Госпођа Дојн и даље не жели да одустане од писања о животу покојног мужа, али се коначно слаже са Видермором да оконча писање његове биографије.

## Ликови
- Ештон Дојн − успешан писац који је умро из непознатог разлога. Био је веома богат човек, увек се трудио да изгледа апсолутно најбоље пред својим богатим пријатељима. Задржао је много својих личних дневника и списа за себе како га нико никада не би осуђивао.
- Дух Ештона Дојна − дух који улази у Ештонову радну собу како би будно пратио шта његова супруга и пријатељ раде са његовим стварима. Пред крај приче постаје очигледно да Ештонов дух не представља Ештона кога су људи познавали док је био жив; хладан је и дистанциран према својој жени и пријатељу. Он прогања Видермора и госпођу Дојн како би их спречио да напишу биографију; није желео да биографија доведе до нетачне представе о њему код читалаца. На крају му се жеља остварује када Видермор и госпођа Дојн прекину рад на биографији.
- Џорџ Видермор − млад, савестан новинар и критичар који живи нижекласним начином живота. Мало је писао, а није било много људи са којима се дружио. Међутим, био је добар пријатељ познатијег писца и недавно преминулог Ештона Дојна. Видермор одлази да се састане са удовицом госпођом Дојн како би прикупио Ештонове материјале. Веома је јасно да је Видермор био веома везан за свог пријатеља, и да је то остао чак и након што је овај умро. Док Видермор прикупља информације за биографију свог пријатеља, примећује прилику налик духу у соби са њим, за кога верује да је сам Ештон. Открио је да је овај дух странац; није био љубазан нити срдачан према њему као што се сећао свог пријатеља. Видермор на крају одустаје од писања биографије када га превише пута прогања и уплаши Ештонов дух.
- Госпођа Дојн − њен ход је био „ружан и трагичан”, али и веома упечатљив; одавала је прилично елегантно присуство онима око себе. Госпођа Дојн има површне квалитете; она жели потпуну контролу над оним што Видермор пише у биографији њеног мужа. Жели да буде сигурна да неће испасти лоше у кругу људи којима су се окружили њен муж и она. Њој је стало до „квантитета”, а не „квалитета” књиге о њему, само брине о томе колико ће томова бити укључено, а не о контексту онога што ће бити написано. Често говори у име свог мужа, иако га је једва познавала и утврђено је да јој није било стало да га боље упозна. Она је перфекциониста која не жели да изгледа ништа мање од одличног. Веома будно прати које изворе Видермор користи и како их употребљава. Као и Видермор, она почиње да осећа присуство свог преминулог супруга у соби у којој раде и слаже се да треба да одустану од биографије.

## Критичке интерпретације

### Натприродно
У чланку Џ. П. Телота „Прави начин са стварношћу”, значај натприродног је важан елемент који треба приметити у расправи о „Стварној исправној ствари” Хенрија Џејмса. Дух Ештона Дојна је двосмислен по појави. Стога, Телот напомиње да значај ове разлике, а тиме и прогањајуће и проблематичне визије коју примећује, почива, с једне стране, у њеном подсећању на многе сличне духове који опседају Џејмсову кратку фикцију у његовом каснијем периоду, и, с друге стране, у указаној паралели са другим проблемом уклоњене перцепције који доминира овом причом − Видерморовим покушајем да напише Дојнову биографију, да реконструише живот из папирног трага који је човек оставио за собом. У вези са начинима приближавања стварности, које подразумева ова наводно натприродна визија и чин писања, могла би се уочити не само основна тензија која информише ову причу, већ и већи концерт са присуством и одсуством и жељом – уобичајеном за и читаоце и писце — да се затвори јаз између то двоје, јер је то јаз који даје информације о великом делу Џејмсове фикције и даје разлог његовим понављајућим „духовима”.

### Двосмисленост
Телот расправља о игри између перцепције наше стварности и конкретнијих облика стварности, попут писаног дела, које Џејмс користи као технику за своје приче. У „Стварној исправној ствари” управо Ештонов дух и биографија представљају ова два облика стварности. Телот пише: „Шта је 'Стварно исправна ствар'? Да ли је то тајанствено привиђење или је то биографија? Тешкоће у одговору на ово питање могу се наћи у свим Џејмсовим делима. Као читаоци, имамо жељу да 'попунимо празнине' и тражимо неку врсту знања и сигурности у Џејмсовим делима. Хенри Џејмс поставља ово питање, али намерно изоставља одговор.”

### Квир теорија
У „Отпору упитању” Хјуа Стивенса, његов аргумент је да приповетка „Стварно исправна ствар” сугерише теорију о хомосексуалности између ликова господина Видермора и Ештониног духа.” Дијалог између ова два лика „описан је на еротски набијеном језику и препун је инсинуација.”
Стивенс се позива на део приче како би подржао ову теорију:
„Кад је та уобразиља почела да се обавија око њега, пригрлио ју је, подстицао, охрабривао, изистински је неговао, радујући се унапред по цео дан осећају који ће се обновити увече и чекајући умногоме као што би једно од љубавника могло да очекује час састанка... Видермор је заиста уживао у тренуцима кад би осетио ту увереност: било је момената кад би тако дубоко загазио у неке Дојнове тајне да би му нарочито пријало што може да сматра да Дојн жели, такорећи, да их он сазна.”
Стивенс сугерише да је присуство духа много више од његовог помињања. Његово присуство је Дојнов „излазак из ормана.” Хенри Џејмс је био заинтересован за теорије Џ. А. Сајмондса о сексуалности, које укључују хомосексуалне мушкарце. Стога, Стивенс сугерише да се Џејмсово интересовање за Сајмондсово дело огледа у „Стварној исправној ствари”.
„Није сигурно да ли су Џејмс и Сајмондс били у хомосексуалној вези, али постоји могућност да јесу. Џејмс је био замољен да напише Сајмондсову биографију.”
Међутим, Џејмсу је задатак био тежак јер није желео да изостави одређене информације о Сајмондсовом животу. Сматрао је да му, ако је морао да задржи одређене детаље ван пажње јавности, не би одговарало да напише биографију која не би представљала целокупну живописну личност и живот покојног аутора.
Стога, приповетка „медитира о проблематичном односу између приватног сексуалног живота, брака и начина на који би те две ствари могле бити представљене у јавној биографији мртвог писца – све су то фактори које је Џејмс сматрао важним у списима о Сајмондсу након његове смрти.” Сматра се да је овај покушај да се напише Сајмондсова биографија био инспирација за „Стварну исправну ствар”.